# Physaria newberryi
Physaria newberryi är en korsblommig växtart som beskrevs av Asa Gray. Physaria newberryi ingår i släktet Physaria och familjen korsblommiga växter.

## Underarter
Arten delas in i följande underarter:
- P. n. newberryi
- P. n. yesicola